# Sèrie de televisió
Una sèrie de televisió (contextualment, sèrie) és una obra de ficció realitzada per a ser transmesa per televisió i que es desenvolupa en diverses parts, anomenades episodis. El lligam entre els episodis pot ser la història, els personatges o una temàtica central. Quan la sèrie es compon de pocs episodis, normalment dos o tres, que narren una història completa, se sol anomenar minisèrie. La sèrie televisiva es distingeix del telefilm, que consta d'un sol episodi autoconcloent.
Tot i que bona part de les sèries són originals, n'hi ha algunes que estan basades en una pel·lícula anterior (gairebé sempre amb diferents actors), una novel·la o conte, una història real, etc. Quan una sèrie nova és una derivació d'una altra, o bé desenvolupa personatges de la primera de manera independent i amb un títol diferent, s'anomena sèrie derivada (o, a voltes, amb l'anglicisme spin-off).

## Història

### Inicis
Dos factors que van tenir una gran importància per a l'aparició d'aquest tipus d'entreteniment van ser la ràdio i el cinema. Durant el segle xx, les famílies de classe mitjana que tenien una ràdio en la seva llar i al voltant de la qual es reunien per escoltar les històries que s'explicaven en les diferents emissions radiofòniques. Pel que fa al cinema, és obvi que les sèries de televisió van adoptar el seu format audiovisual, adaptada en aquest cas en una pantalla més petita respecte les sales de projeccions. Així doncs, la televisió es popularitzà gràcies a la fusió de dos llenguatges: la immediatesa pròpia de la ràdio i el llenguatge audiovisual de cinema.
Durant els anys 40 es va anar desenvolupant un fenomen televisiu que adquirí la seva importància al voltant de la dècada dels 50, quan es va normalitzar la presència d'un televisor a les llars. Els factors que van afavorir a que el televisor es convertís en un bé de consum van ser la seva fàcil i poc costosa producció i la innovació que va suposar per a la gent d'aquella època.

### Estats Units

#### Primera edat d'or

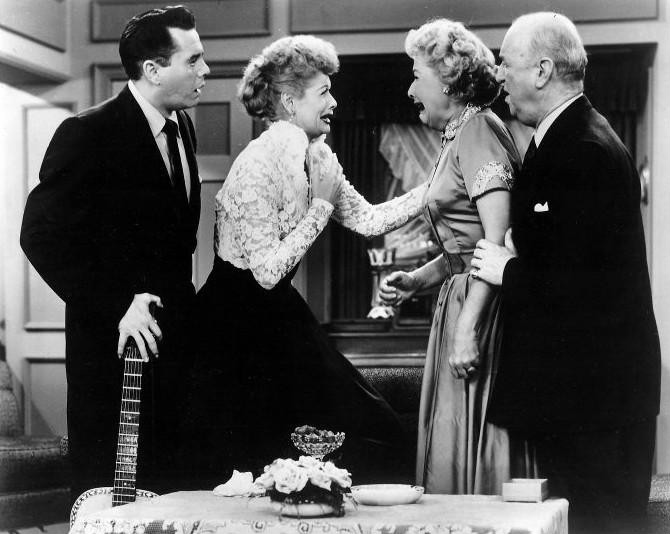
I love Lucy, una de les primeres comèdies de situació que va tenir un gran èxit entre el públic nord-americà

El 1927 es va realitzar la primera emissió televisiva experimental als Estats Units, però no va ser fins al 1941 quan es va dur a terme per primera vegada una emissió televisiva convencional a la ciutat de Nova York des d'un plató. Degut a la intervenció dels Estats Units en la Segona Guerra Mundial desencadenada finalment per l'atac a Pearl Harbor, hi va haver una aturada que va durar fins al 1946, quan les emissions televisives van ser normalitzades.
El seu objectiu principal era bàsicament la d'aïllar els espectadors del món real i entretenir-los, encara que des de la perspectiva de les cadenes de televisió, la seva intenció era l'obtenció de la major quantitat de beneficis en el menor cost. Per aquesta raó, el gènere estrella durant molts anys eren les sitcoms o comèdies de situació. Algunes de les més conegudes van ser I love Lucy (la qual va sorgir a partir d'un serial radiofònic, recordant així la importància que va tenir la ràdio) i Bewitched, ja que en elles el públic es podia identificar amb típiques situacions familiars i al mateix temps els permetia passar una bona estona.
Un altre gènere que es va fer popular entre els espectadors van ser les sèries antològiques (Anthology Live Drama). Aquest gènere es caracteritza per mostrar episodis independents que no disposen de continuïtat serial entre ells. Moltes d'aquestes sèries estaven patrocinades per marques. Un exemple clar d'això és Studio One o Westinghouse, Summer Theatre, la qual estava patrocinada per una empresa d'electrodomèstics. Algunes sèries representatives d'aquest gènere són The Twilight Zone i Alfred Hitchcock Presents.
Durant la dècada dels 50, les cadenes més importants eren tres: ABC (American Broadcasting Company), la NBC (National Broadcasting Corporation) i la CBS (Columbia Broadcasting System). Aquestes tres cadenes van prevaler en la indústria televisiva fins als anys 80, quan va aparèixer la FOX.

#### Segona edat d'or
Perquè aparegués la segona edat d'or a la televisió americana, naixement el qual connecta amb la sèrie The Sopranos, van haver uns antecedent importants que cal tenir en compte. Una de les sèries que van sembrar el camí va ser Hill Street Blues, emesa per NBC des de 1981 fins 1987 i la qual adoptava un punt de vista documental i realista de el dia a dia en una comissaria.
Però la que destaca per sobre de totes les sèries televisives va ser una creada per David Lynch: Twin Peaks. En aquell moment (1990) l'emissió d'aquesta sèrie per part d'ABC va suposar una revolució en la forma de realitzar la ficció televisiva. Aquesta sèrie presentava una estètica cinematogràfica, una posada en escena diferent de la sèrie dramàtica convencional, un ritme anti-televisiu.
Una altra sèrie que va tenir la seva importància va ser The X-Files, emesa per la Fox entre 1993 i 2003 i creada per Chris Carter. La seva rellevància procedeix pel fenomen de fans que va crear al voltant d'ella (semblant a què va sorgir amb la sèrie Lost, però en una època en què no hi havia Internet). És una sèrie necessària per poder entendre com és la ficció televisiva dels anys 90 que va suposar un punt d'inflexió com un fenomen que preval des de llavors en la cultura popular.

### Europa

#### Regne Unit
En els seus inicis, hi havia dos models de televisió: privada i pública. Aquesta última és la que tenia una major presència a Europa. Quan es parla de la televisió britànica, s'ha d'esmentar sens dubte la BBC (British Broadcasting Corporation), la qual, com va passar amb diferents emissores, es remuntava a la BBC radiofònica (British Broadcasting Company), apareguda el 1922. El 1929 van començar les emissions experimentals a la televisió d'alta definició, però durant la Segona Guerra Mundial van ser aturades. Des de 1946 fins a 1955 la BBC va ser l'única xarxa de televisió que hi havia a la Gran Bretanya, fins que va aparèixer competència amb Independent Television (cadena que es va crear amb la intenció de fomentar el desenvolupament de la societat de consum entre la població britànica i proporcionar llibertat d'elecció a l'espectador).
Mentre que la BBC disposava d'una gran quantitats de programes emesos en directe i de producció pròpia, la ITV es dedicava a comprar sèries i tele-films de la televisió americana. D'aquesta manera, la ITV donava una cosa que la BBC no feia: mobilitzar i millorar la seva programació, evitant així quedar-se estancada, ja que la de la BBC estava centralitzada a Londres i era ultra anglesa. Aquest fet va tenir com a resultat dinamitzar de la programació de la BBC.
Aquesta competició entre cadenes televisives es reflecteix en les sèries que produïen. L'any 1956 la ITV va començar a emetre Armchair Theatre en què retransmetien obres de teatre angleses vinculades amb el grup de dramaturgs Angry Young Men, els quals estaven centrats en tractar temes de rellevància social a la realitat britànica de al moment.
Una de les comèdies més importants de la televisió britànica és Monty Python's Flying Circus, emesa entre el 1969 i el 1974. Aquest programa protagonitzat pels humoristes Eric Idle, John Cleese, Terry Jones, Michael Palin, Graham Chapman i el Terry Gilliam va tenir tant impacte gràcies al fet que fou emesa en la televisió pública i perquè tractava temes de preocupació social del moment amb l'objectiu d'atacar el sistema britànic establert des de la comicitat.

#### Itàlia i França
A l'hora de parlar sobre la història de les sèries de televisió a Itàlia i França, s'ha de parlar sobre la televisió d'autor, concepte utilitzat per fer referència al showrunner d'una sèrie televisiva. En aquests dos territoris va haver-hi diversos personatges que van aportar qüestions significatives amb el llenguatge americà.
Un d'ells va ser un dels màxims representants del moviment cinematogràfic neorealista a Itàlia: Rossellini. Després d'abandonar el món del cinema l'any 1963, va unir-se a la televisió amb la intenció de crear el contingut que ell volgués i que arribés a la major quantitat de persones. Va proposar-se un projecte molt ambiciós anomenat "televisió didàctica", el qual volia dur a terme creant una nova productora amb què volia crear una enciclopèdia amb imatges (a través de programes televisius i tele-films biogràfics).
En l'àmbit francès destaca Jean Renoir. Un dels formats que més emprats eren els drames dramàtics, ja que gràcies a l'emissió en directe (imitació dels modes de representació teatral) es deixava un espai a l'actor per a treballar en una atmosfera semblant a la del teatre, i d'aquesta manera obtenir un resultat el més realista possible. Algú que també va ser una figura important en la televisió francesa va ser Godard, qui després de quedar decebut pel cinema al voltant del 1973, va començar a experimentar amb el vídeo. Aquesta decisió el va ajudar a participar en diverses sèries públiques franceses, com Six fois Deux (1976) o France tour détour deux enfants (1978). La seva intenció en la televisió era la mateixa que Rossellini: convertir la televisió en un espai didàctic, per qüestionar idees preconcebudes.

### Tercera edat d'or
La tercera edat d'or de la televisió es considera que va començar amb l'emissió de la sèrie de J. J. Abrams i Damon Lindelof: Lost. La seva popularitat va esdevenir un fenomen mai vist anteriorment en la televisió, ja que va sorgir una base de fans al voltant de la sèrie que va aparèixer en diversos fòrums per Internet.
Des de l'aleshores,han anat apareixent una gran varietat de produccions televisives, la qual és deguda a l'aparició de noves formes de consum televisiu representades principalment per empreses comercials d'entreteniment que ofereixen al públic un extens catàleg de contingut audiovisual a canvi d'una tarifa mensual. Els màxims exponents d'aquestes empreses són HBO, Netflix i Amazon Prime Video, tot i que existeix un gran nombre de plataformes de streaming. Aquesta circumstància ha afavorit al binge-watching o marathon-viewing, un fenomen cultural que consisteix a veure programes de televisió consecutivament. Aquest fet ha beneficiat la globalització de les sèries de televisió, és a dir, ara qualsevol ciutadà amb un nivell mitjà de vida pot veure programes televisius, sigui on sigui.

## Argument
Les sèries es poden dividir en quatre tipus segons la manera de tractar la línia argumental:
- Després del primer capítol, anomenat sovint "pilot", en què es presenten els personatges fixos, o una part d'ells, que apareixeran en els capítols següents, cada capítol és completament independent i no segueix cap línia, de manera que és indiferent veure'ls en ordre o no. Com a molt, cada final de temporada pot continuar en el primer capítol de la temporada següent, de vegades en forma de capítol doble, per tal de mantenir l'interès de l'espectador i intentar que vegi el primer capítol de la temporada següent. Aquest esquema és propi de les sèries més antigues, com ara Charlie's Angels, The A-Team, McGyver, Starsky & Hutch, Star Trek, etc.
- La història iniciada en el pilot segueix i es desenvolupa, però cada capítol presenta, a més, una o diverses històries paral·leles que comencen i acaben en un mateix capítol o bé s'allarguen durant un nombre reduït de capítols. Sovint, la història que continua durant tota la sèrie presenta l'evolució de la vida personal dels personatges o una trama argumental paral·lela, mentre que les històries de durada reduïda, de vegades fins i tot amb molta menys rellevància que l'altra, estan relacionades amb la seva professió. En alguns casos, durant alguns capítols la història de fons no apareix i, per tant, aquests capítols poden ser omesos, o vistos en desordre, sense perdre el fil de l'argument. Exemples d'aquesta mena de sèries són The Practice, House, MD, Weeds, ER, Ally McBeal, Smallville, Grey's Anatomy, Dr. Quinn, Medicine Woman, etc.
- L'argument iniciat en el pilot continua i es desenvolupa durant els capítols següents, sense històries paral·leles, de manera que es fa necessari veure tots els capítols per tal de no perdre el fil argumental, com si es tractés d'una pel·lícula molt llarga. Algunes de les sèries d'aquest tipus són Lost, Prison Break, Heroes, Dynasty, Alias, etc.
- No hi ha capítol pilot, personatges fixos ni línia argumental. Cada capítol és completament independent dels altres; és el cas dOuter Limits, Alfred Hitchcock Presents, The Twilight Zone, etc.

## Personatges
En les sèries de tipus 1 i 2 hi ha un conjunt de personatges fixos que apareixen en tots el capítols, o en una part, a més dels que formen part de les històries independents que s'hi narren. De vegades, però, i especialment en sèries molt llargues, per diversos motius (malaltia o mort dels actors, canvis de guió, etc.) alguns dels personatges poden abandonar la sèrie i en poden aparèixer de nous. En casos extrems, s'ha arribat a reemplaçar un actor per un altre però sense canvi de personatge, amb justificacions més o menys creïbles; per exemple, a Dynasty el personatge de Steven Carrington, que originalment interpretava Al Corley, va passar a ser interpretat per Jack Coleman, canvi justificat a la sèrie per una operació de cirurgia estètica realitzada després d'una explosió a una plataforma petroliera. A la mateixa sèrie, el personatge de Fallon Carrington va passar de Pamela Sue Martin a Emma Samms sense que a la sèrie se'n donés cap mena d'explicació que justifiqués aquest canvi d'actriu.
Pel que fa a les sèries de tipus 3, els personatges no fixos solen tenir poca rellevància en la història, tot i que alguns d'ells pot acabar esdevenint també fix.

## Durada dels capítols
En l'actualitat, algunes sèries, especialment els fulletons, tenen una durada de 20-25 minuts per capítol, però majoritàriament solen durar uns 40-50 minuts per capítol.

## Gèneres
Tot i que en els darrers anys s'ha multiplicat el nombre de sèries que es produeixen, especialment als Estats Units, gairebé totes es poden encabir dins d'un d'aquests gèneres:
- Aventura
- Ciència-ficció
- Comèdia
- Drama
- De dibuixos animats o animació en volum (com Les històries de l'osset Faluc)
- Fulletó (Soap operas)
- Telenovel·la
- Metges i hospitals
- Policies, advocats i investigadors de tota mena
- Sobrenatural

Algunes sèries, però, són difícils d'assignar a un d'aquests gèneres en concret, ja que poden tenir ingredients de dos o més d'ells.

## Continuïtat de les sèries
En realitzar una sèrie de televisió cal planejar la producció abans, durant i després i cal assegurar-se que el tema de la mateixa sigui atractiu per a l'audiència, ja que, depenent l'èxit i l'audiència que tinguin, poden seguir a l'aire o ser cancel·lades. És per això que moltes vegades, en començar una sèrie, no se sap de quants capítols constarà, i de vegades és fins i tot possible cancel·lar una sèrie sense haver-ne emès tots els capítols previstos, que fins i tot poden estar ja enregistrats.

## Sèries en català[calcitació]
Les sèries produïdes en català més conegudes són Poblenou, Nissaga de poder, Estació d'enllaç, Sitges, Crims, Àngels i Sants, Ventdelplà, El cor de la ciutat, L'Alqueria Blanca i La Riera. Es considera que la primera sèrie en català fou La granja.